# In Her Line of Fire
In Her Line of Fire (no Brasil: Força Aérea 2) é um filme de 2006 dirigido por Brian Trenchard-Smith e estrelando Mariel Hemingway, David Keith, David Millbern e Jill Bennett. O filme foi um dos maiores fracassos da história do cinema.